# Тернем-Грин (станция метро)
Тернем-грин (англ. Turnham Green) — станция Лондонского метрополитена, расположенная в западной части Лондона, в районе Чизик, округ Хаунслоу. Относится ко 2-й и 3-й тарифным зонам и обслуживается поездами двух линий — Дистрикт (на схемах обозначается зелёным цветом) и Пикадилли (синим). Причём, поезда линии Пикадилли (к аэропорту Хитроу) останавливаются на станции только ранним утром и поздним вечером, — в остальное время поезда этой линии проходят мимо.
Станция построена как эстакада, пересекающая улицу Тернем-грин Те́ррас в её северной части. В конце этой улицы располагается и вход на станцию. На эстакаде устроены две островные платформы, то есть, с обеих сторон каждой из них пролегают железнодорожные пути. Пути ведут с запада на восток. В западном направлении после станции Тернем-грин линия Дистрикт разветвляется: одна ветка идёт на юг, к Ричмонду, другая — на северо-запад, к Илинг-Бродвею, на этой ветке, на станции Эктон-Таун, можно пересесть на поезда линии Пикадилли уже без ограничений, в течение всего дня.
Кроме кварталов центрального Чизика, станция обслуживает также и район Бедфорд-Парк, как ближайшая к нему. В будний день станцией пользуются около 10 000 человек, в выходные дни пассажиропоток сокращается почти вдвое. В среднем за год станцией пользуется около 6 млн человек.
Существует одноимённый со станцией парк, однако гораздо ближе к этому парку расположена станция Чизик-парк на илингской ветке линии Дистрикт.

## История

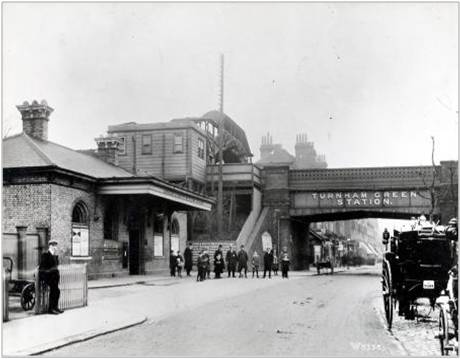
Станция Тернем-Грин, 1910-е

Наличие двух линий, одна из которых, вдобавок, расходится ещё на две ветки, — это следы острой конкуренции, развернувшейся во второй половине XIX века между частными компаниями при развитии железных дорог из столицы в сулившем быструю прибыль юго-западном, «дачном», направлении. В середине 1890-х годов был даже период, когда в соседнем Хаммерсмите работали сразу три станции, а станцию в Тернем-грине обслуживали одновременно поезда четырёх частных компаний. Однако в результате слияний, поглощений и банкротств многие ветки и линии были закрыты, а крупнейшие железнодорожные компании национализированы.
Железная дорога пролегла через небольшой дачный пригород Тернем-Грин уже в 1864 году. Но это была обычная дорога, связывавшая Лондон с Илингом. Вокзал появился позже, 1 января 1869 года, как станция на новой дороге, связывавшей Кенсингтон и Ричмонд. Дорогу построила та же компания, что владела дорогой к Илингу, — «Лондонские и юго-западные железные дороги» (L&SWR).
Эта дорога была уже гораздо ближе к идее пригородного железнодорожного сообщения, но всё ещё с длинными промежутками между остановками. Окончательно, можно сказать, идея оформилась в 1877 году, когда свою линию к Тернем-грину проложила компания, которая уже так просто и называлась — «Дистрикт Рэйлуэй» (англ. — Районные ж/д) (DR). DR всего лишь соединила своей линией Хаммерсмит с Тернем-Грином, арендуя оставшуюся часть дороги к Ричмонду у компании L&SWR. Поезда компании DR через Хаммерсмит и Тернем-грин к Ричмонду стали первыми «дачными электричками» в Лондоне (в то время, разумеется, на паровой тяге).
Линия имела впечатляющий коммерческий успех. Развивая его, в 1879 году компания Дистрикт-Рэйлуэй построила на тех же принципах продолжение своей пригородной линии от Тернем-грина к Илинг-Бродвею. Хотя и без этого существовавшие дороги уже позволяли использовать станцию Тернем-грин в самых различных линиях, особенно вместе с арендой участков дорог, принадлежавших другим компаниям. К примеру, с 5 мая 1878 до 30 сентября 1880 станция Тернем-грин входила в не оправдавшую ожиданий линию «Большое внешнее кольцо», организованную компанией «Мидлэнд Рэйлуэй».
В 1901 году испытывавшая финансовые трудности компания «Дистрикт Рэйлуэй» сменила владельцев и наименование. Новые хозяева сразу занялись модернизацией компании, и уже в 1905 году основные линии компании были переведены на электрическую тягу. Электрификация стала решающим преимуществом, позволившим вытеснить оставшихся конкурентов. В 1911 году, в отчаянной попытке спасти положение, компания L&SWR построила свой участок дороги Тернем-грин — Хаммерсмит, оборудовав вокзал в Тернем-грине двумя «островными» платформами (4 пути) вместо двух «береговых» (2 пути). Это была практически единственная реконструкция станции, с того времени сохраняющей нынешний вид. Несмотря на это с 1916-го по 1930-й годы компания Дистрикт оставалась единственным оператором на станции Тернем-Грин.
В 1930 году участки дорог, принадлежавшие компании L&SWR и фактически заброшенные, были взяты в бессрочную аренду, а затем и выкуплены (1950), компанией «Лондонские электрические ж/д». На их основе, после реконструкции, была образована и получила свой современный вид линия Пикадилли, более скоростная по замыслу.